# Žernov (ort i Tjeckien, lat 50,43, long 16,06)
Žernov är en köping i Tjeckien. Den ligger i den nordöstra delen av landet, 120 km öster om huvudstaden Prag. Žernov ligger 377 meter över havet och antalet invånare är 222.
Terrängen runt Žernov är varierad, och sluttar söderut.Runt Žernov är det tätbefolkat, med 427 invånare per kvadratkilometer. Närmaste större samhälle är Trutnov, 17,7 km nordväst om Žernov. Trakten runt Žernov består till största delen av jordbruksmark.